# Anhaux
Anhaux är en kommun i departementet Pyrénées-Atlantiques i regionen Nouvelle-Aquitaine i sydvästra Frankrike. Kommunen ligger i kantonen Saint-Étienne-de-Baïgorry som tillhör arrondissementet Bayonne. År 2022 hade Anhaux 383 invånare.

## Befolkningsutveckling
Antalet invånare i kommunen Anhaux
| Referens: INSEE |